# Briefmarken-Jahrgang 1951 des Saarlandes
Der Briefmarken-Jahrgang 1951 des Saarlandes umfasste 10 Sondermarken. Dauermarken wurden nicht herausgegeben.
Nach dem Zweiten Weltkrieg war das Saarland von Dezember 1947 bis Ende 1956 ein teilautonomes Land unter dem Protektorat Frankreichs. Da es (bis Juli 1959) wirtschaftlich an Frankreich angegliedert war, galt der Französische Franken als Währung. In der Geschichte des Saarlandes war es schon zuvor, unter Napoleon I. und von 1920 bis 1935 als Saarland (Völkerbund), zu einer Abtrennung von Deutschland gekommen.

## Liste der Ausgaben und Motive
Legende
- Bild: Eine bearbeitete Abbildung der genannten Marke. Das Verhältnis der Größe der Briefmarken zueinander ist in diesem Artikel annähernd maßstabsgerecht dargestellt. Sollten keine Marken abgebildet sein, liegt es daran, dass das Urheberrecht des Künstlers noch nicht erloschen ist.
- Beschreibung: Eine Kurzbeschreibung des Motivs und/oder des Ausgabegrundes. Bei ausgegebenen Serien oder Blocks werden die zusammengehörigen Beschreibungen mit einer Markierung versehen eingerückt.
- Wert: Der Frankaturwert der einzelnen Marke in Saar-Franken. Ein „+“ bedeutet, dass es sich um eine Zuschlagsmarke handelt (= Frankaturwert + Spende).
- Ausgabedatum: Das Datum des erstmaligen Verkaufs dieser Briefmarke.
- Gültig bis: Das Datum, an dem die Gültigkeit endete.
- Auflage: Soweit bekannt, wird hier die zum Verkauf angebotene Anzahl dieser Ausgabe angegeben.
- Entwurf: Soweit bekannt, wird hier angegeben, von wem der Entwurf dieser Marke stammt.
- Mi.-Nr.: Diese Briefmarke wird im Michel-Katalog unter der entsprechenden Nummer gelistet.

| Sondermarken | |                |                       |                   |           |                      |       |
| Bild         | Beschreibung                                                                                           | Werte in Franc | Ausgabe- datum (1951) | gültig bis        | Auflage   | Entwurf              | MiNr. |
|              | Rotes Kreuz                                                                                            | 25+10          | 28. April             | 30. April 1953    | 134.000   | Fritz Ludwig Schmidt | 304   |
|              | Tag der Briefmarke Postillon zu Pferde, Alte Brücke und Schlosskirche Saarbrücken, um 1760             | 15             | 29. April             | 30. April 1953    | 263.000   | Hermann Mees         | 305   |
|              | Saarmesse Hand mit Hammer, Kornähre, Zahnrad und Messesymbol                                           | 15             | 12. Mai               | 30. April 1953    | 420.000   | Franz Tschersovsky   | 306   |
|              | Ausstellung „Garten und Blumen im sozialen Wohnungsbau des Saarlandes“ Blumen und der Turm von Bexbach | 15             | 16. Juni              | 31. Mai 1953      | 1.200.000 | Hubert Blum          | 307   |
|              | 375. Jahrestag der Reformation an der Saar Porträts von Johannes Calvin und Martin Luther              | 15+5           | 31. Oktober           | 30. November 1953 | 285.000   | Franz Tschersovsky   | 308   |
|              | Volkshilfe - Nicolas-Bernard Lépicié: Die gute Mutter                                                  | 12+3           | 3. November           | 31. Oktober 1953  | 138.384   | Mees                 | 309   |
|              | - Arthur Kampf: Vor dem Theater                                                                        | 15+5           | 3. November           | 31. Oktober 1953  | 137.769   | Mees                 | 310   |
|              | - Henriette Browne: Die barmherzige Schwester                                                          | 18+7           | 3. November           | 31. Oktober 1953  | 137.293   | Mees                 | 311   |
|              | - Jacopo Bassano: Der barmherzige Samariter                                                            | 30+10          | 3. November           | 31. Oktober 1953  | 136.805   | Mees                 | 312   |
|              | - Anthonis van Dyck: Der hl. Martin teilt seinen Mantel mit den Armen                                  | 50+20          | 3. November           | 31. Oktober 1953  | 135.936   | Mees                 | 313   |